# Мастер Орозия
Мастер Орозия — средневековой анонимный мастер книжной миниатюры, работавший в Париже и Авиньоне в конце XIV — начале XV веков. Своё имя художник получил по рукописи «История Орозия», частично основанной на исторических работах теолога и историка V века Орозия. В настоящее время манускрипт хранится в Национальной библиотеке Франции.
Некоторые исследователи считают, что Мастер Орозия был художником из Богемии, получившим образование во Франции, позднее он работал над иллюминированием рукописей в Праге. Вместе с другими художниками Мастер Орозия выполнил иллюстрации для рукописи «Града Божьего» Августина, созданной во Франции около 1410 (Музей искусств Филадельфии). Позднее Мастер Орозия вместе с двумя другими миниатюристами Мастером Бедфорда и Мастером Бусико иллюстрировал бревиарий для дофина Людовика де Валуа. В этой работе очевидно влияние миниатюр братьев Лимбург.
Миниатюра из фрагмента средневековой рукописной карты неизвестного происхождения (Архив Республики Словения, Arhiv Republike Slovenije), изображающая замки, также приписывается Мастеру Орозия, однако возможно, что это лишь пример воздействия богемских художников на мастеров из Польши.
Американский историк искусства Миллард Мисс приписывает Мастеру Орозия следующие произведения:
- Histoires anciennes, рукопись, частично основанная на «Истории против язычников» Павла Орозия, Национальная библиотека Франции (ms. Fr.301);
- «Фиваида и Ахеллеида», около 1400, несколько миниатюр рукописи, хранящейся в Британской библиотеке (Burney 257);
- «Римская история», около 1405, перевод Тита Ливия, выполненный Пьером Берсюиром, Женевская библиотека[фр.] (ms. fr. 77);
- «Град Божий» Блаженного Августина, 1408—1410, Филадельфия, Музей искусств Филадельфии (ms. 1945.65.11);
- «Град Божий», около 1410, перевод Рауля де Преля, Королевская национальная библиотека Нидерландов (72 A 222);
- «Бревиарий Людовика Гиеньского», около 1413, миниатюры, выполненные в сотрудничестве с Мастером Бусико и Мастером Бедфорда, Шатору, Городская медиатека Équinoxe.